# Donald William Kerst
Donald William Kerst (1º novembre 1911 – 19 agosto 1993) è stato un fisico statunitense, inventore del betatrone, la prima macchina acceleratrice di elettroni mediante induzione elettromagnetica.
Kerst si laureò nel 1937 all'Università del Wisconsin, poi iniziò la carriera all'Università dell'Illinois dove nel 1940 inventò il betatrone e, nel 1943 diventò professore ordinario. Durante la seconda guerra mondiale lavorò a Los Alamos nel gruppo degli scienziati impegnati nel progetto Manhattan, quello della bomba atomica. Anche a Los Alamos il betatrone si dimostrò uno strumento di grande utilità.
Tornato nel 1945 all'Università dell'Illinois, Kerst intraprese importanti ricerche di fisica nucleare e diede la sua supervisione alla costruzione di un gigantesco betatrone di 300 milioni elettronvolt, il quale, entrato in funzione nel 1950, fu in grado di bombardare i nuclei atomici con forza sufficiente da liberare particelle elementari come i mesoni.
Nel 1962 divenne professore all'Università del Wisconsin.
Morì nel 1993 a causa di un tumore.